# Bernardino Poccetti

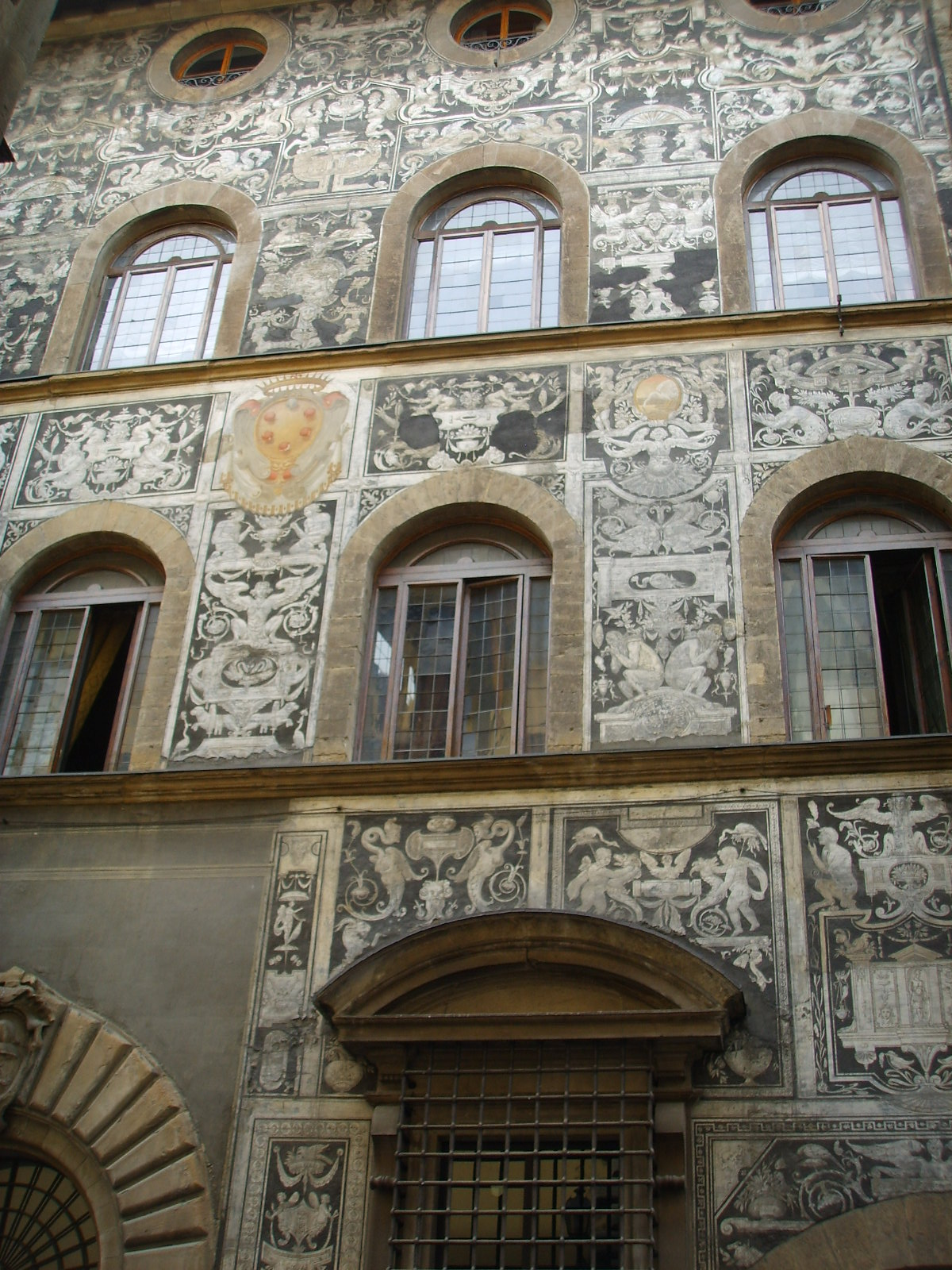
peintures murales de la façade du Palazzo di Bianca Cappello Florence

Bernardino Poccetti ou Barbatelli (Florence, 26 août 1548 - Florence, 10 octobre 1612) est un peintre italien de l'école florentine.
Il eut comme élève, entre autres, Ludovico Buti et Cosimo Lotti.

## Biographie
Né à Florence du popolo du quartier San Frediano, Bernardino Poccetti est le fils de Bartolomeo, potier né à San Mariano de Valdelsa. Il commence son apprentissage dans l'atelier de Michele Tosini, en s'inscrivant en 1570 à  l'Accademia dell'Arte del Disegno. Jusqu'en 1580, il se spécialise  dans la peinture de façades, activité qui lui valut le surnom de Bernardino delle Facciate (Bernardino des Façades), de Bernardino delle Grottesche (Bernardino des Grotesques) et de Bernardino delle Muse (Bernardino des Muses), activité d'art grotesque et de fresques dont on trouve des traces au Palazzo di Bianca Cappello et dans la salle Poccetti  de la  Galerie Palatine du palais Pitti.
Peintre indépendant vers 1574, il ouvre un atelier Via del Palagio, a des contacts avec Bernardo Buontalenti, en décorant les façades projetées par l'architecte florentin, qu'il considéra toujours comme son maître, ayant étudié avec lui l'architecture et la perspective.
Probablement à Rome en 1579, il s'en trouve changé, écrit le biographe Baldinucci tanto mutato da quel di prima, et ne s'occupe plus que de décorations de façades de palais en rivalisant avec les peintres majeurs florentins contemporains.
À son retour, il peint les fresques en 1582 au couvent Santa Maria Annunziata à Montedomini (détruites au XIXe siècle), collabore à la décoration du grand cloître de Santa Maria Novella, en se voyant confier six fresques et la décoration du palazzo Capponi-Vettori, exécutées entre 1583 et 1586 où il exalte les personnages illustres de la famille de Lodovico Capponi, en se référant à la peinture célèbre de Vasari et des frères Zuccari.
Dans ses fresques pour la compagnie de la Santissima Annunziata, exécutés entre 1585 et 1590, il montre sa connaissance des gravures d'Albrecht Dürer.
En 1589, il exécute la fresque représentant le Miracolo della Neve à la chapelle Canigiani di Santa Felicita et apparaît là  la manifestation d'un style mûr, avec le tableau de Andata al Calvario du musée communal d'Arezzo et l'Ultima Cena (Dernière Cène) de la maison natale de Vasari.
Dans la fin du Cinquecento, il devient l'hagiographe de prédilection  des Chartreux en réalisant les décorations aux chartreuses  de Florence, de Sienne et de Pise, en adhérant aux exigences de propagande dévote de la Contre-Réforme avec un langage pictural clair et populaire. Dans l'abside de la Chartreuse de Galluzzo de Florence, il exécute, de 1591 à 1593, les fresques des Scènes de la vie de saint Bruno et en 1597, il décore le plafond de la chapelle des Reliques. Dans la chartreuse de Sienne, il signe et date 1597, l'Ultima Cena et le même sujet en 1598 dans le réfectoire de la chartreuse de Pise.
Son chef-d'œuvre est manifestement la décoration de la chapelle du Giglio dans l'église florentine de Santa Maria Maddalena de' Pazzi : sa disposition vaste et désinvolte, les figures dénouées et grandioses, les drapés souples rappellent Andrea del Sarto et les peintres de l'école siennoise, Andrea Vanni et Ventura Salimbeni.
Vers la fin du siècle, il réalise les décorations pour la chapelle de la Madonna del Soccorso et celle de Sant'Ignazio à la Santissima Annunziata (~1598), les fresques de la Vierge, Marie-Madeleine et saint Jean Baptiste dans l'église de Santa Monaca, le tableau du Miracle de Sant'Andrea Corsini, la toile de l'Annonciation et la  fresque du Sacrifice de Sant'Elia dans l'église Santa Maria del Carmine.
Témoin  de l'appréciation de ses contemporains dans ses dix dernières années, les neuf panneaux muraux du cloître de la sacristie de l'église de Santa Maria degli Angeli, en 1601, celles de la Santissima Annunziata de Pistoia et de San Marco à Florence en 1602, celles du grand cloîtrero grand de la Santissima Annunziata de Florence, et puis ces dernières œuvres la fresque de la loggia de l'hôpital des Innocents (Spedale degli Innocenti) et la décoration de la coupole de l'église de Santa Apollonia, dans lesquelles on reconnaît l'influence de la peinture de Federico Barocci.

## Œuvres
- Parvis de Santa Maria del Fiore, fresque au couvent San Marco (Florence)
- L'apparizione della Madonna al vescovo di Firenze e ai Sette Santi Fondatori, grand cloître de Santissima Annunziata  (Florence)
- Fresques à Santa Maria Annunziata de Montedomini
- Fresques du grand cloître de Santa Maria Novella
- Décoration du Palais Capponi
- Miracolo della Neve à la  chapelle Canigiani di Santa Felicita
- Andata al Calvario du Museo civico d'Arezzo
- Ultima Cena  à la maison natale de Vasari à Arezzo
- Fresques du piano nobile de la Villa Medicea di Artimino
- Les fresques de la loggia, fermée ensuite et devenue la salle Poccetti  de la  Galerie Palatine du palais Pitti.
- Les fresques des exploits militaires de Ferdinand Ier de Médicis, Salle de Bona du Palais Pitti.
- Un concert (une représentation allégorique des cinq sens), dessin à l'encre brune, lavis brun, sanguine, plume conservée au musée du Louvre département des Arts graphiques, Paris
- Les fresques du salon d'entrée de la Torre di Bellosguardo (manoir de chasse et refuge familial), commanditées par le marquis Roti Michelozzi
- La Lapidazione di Santo Stefano à Serra San Bruno
- Il Giardino di Giulio Caccini, plafond, Maison Caccini à Florence
- Saint Jean l'évangéliste et étude d'après Hercule Farnèse, sanguine, H.0,328 ; L. 0,227 m, Beaux-Arts de Paris[1]. Le déhanchement du corps de saint Jean provoqué par son appui sur la jambe droite dérive directement de l'Hercule Farnèse, que l'artiste esquisse à l'arrière-plan. Cette étude pourrait correspondre au saint Jean évangéliste figurant dans la nef de l'église de Santa Maria del Carmine. Cet ensemble avait été confié en 1600 à Poccetti et Passignano, il était consacré à la représentation des apôtres et des scènes de leurs martyres[2].